# Gran Consejo del Fascismo

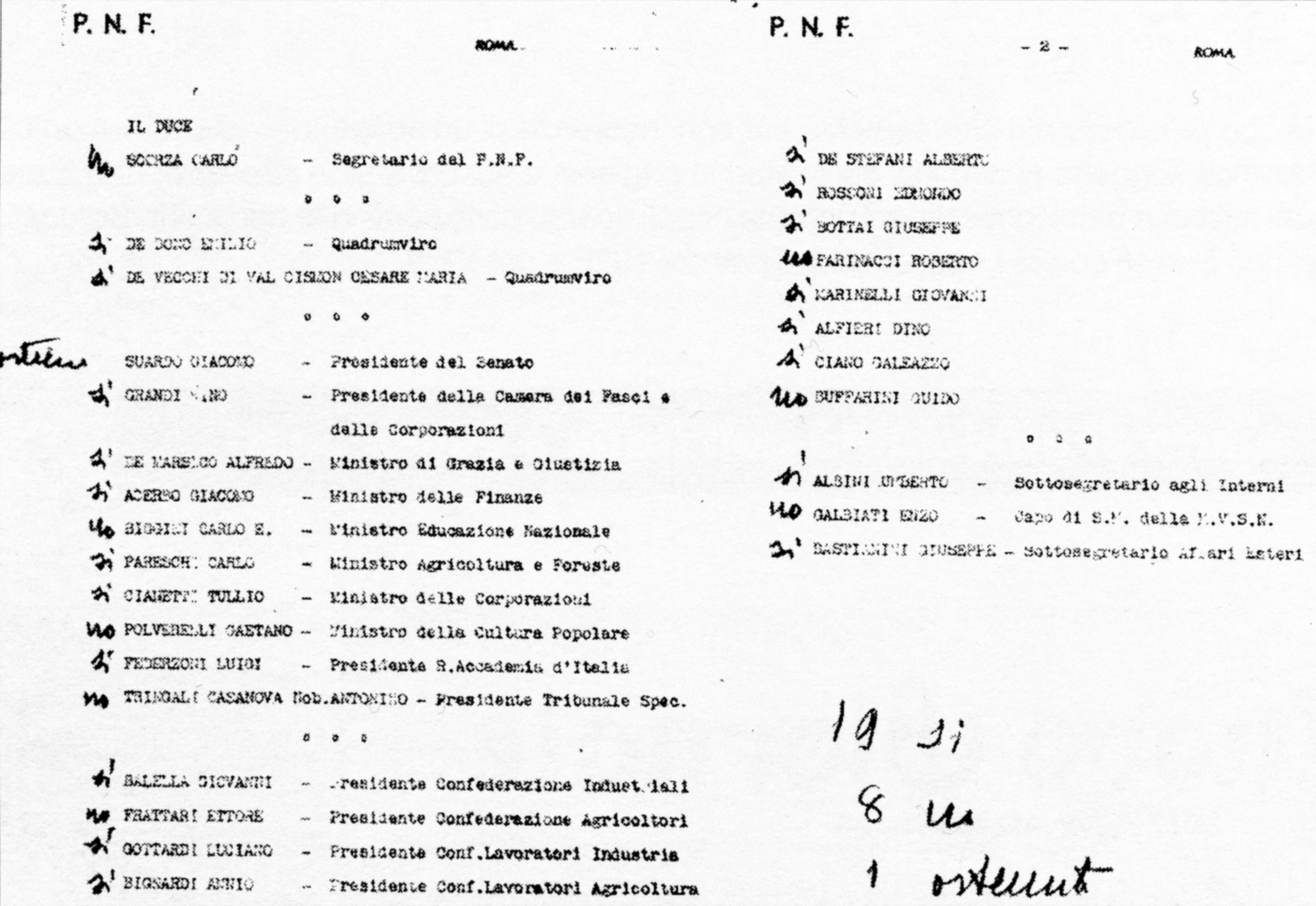
Resolución del Gran Consejo Fascista del 25 de julio de 1943, donde se emitía un voto de no confianza contra el primer ministro de Italia Benito Mussolini. Las anotaciones manuscritas del resultado de la votación fueron hechas por Carlo Scorza

El Gran Consejo Fascista (en italiano: Gran Consiglio del Fascismo) fue el principal órgano del gobierno fascista de Italia mientras Benito Mussolini fue primer ministro. El organismo fue creado como un órgano del Partido Fascista en 1922, pero luego se convirtió en un organismo estatal el 9 de diciembre de 1928, que controló las instituciones de gobierno.
Sus miembros eran los siguientes:
- El primer ministro:

Benito Mussolini
- La Quadrumvir, es decir, las personas que lideraron la Marcha sobre Roma: Benito Mussolini, Michele Bianchi, Emilio de Bono, Cesare María de Vecchi e Italo Balbo.
- El presidente del Senado italiano.
- El presidente de la Cámara de Diputados de Italia, luego suprimida y sustituida a partir de 1939 por la Cámara de los Fascios y las Corporaciones (Camera dei Fasci e delle Corporazioni).
- El ministro de Justicia.
- El ministro de Asuntos Exteriores.
- El ministro de Agricultura y Silvicultura.
- El ministro de Educación.
- El ministro de Corporaciones.
- El ministro de Cultura Popular
- El presidente de la Real Academia de Italia. Por ser Presidente de la Academia de Italia, Guglielmo Marconi, el inventor de la radio fue un miembro del Consejo.
- El presidente del Tribunal Especial del Estado de Emergencia y Defensa.
- El presidente de la Corporación de Industriales, Trabajadores agrícolas, Trabajadores industriales y de los Agrícultores.
- El jefe de Gabinete, es decir, el comandante de las Camisas Negras.
- El secretario del Partido Nacional Fascista, que también era el secretario del Consejo. Carlo Scorza
- Varias personas seleccionadas por el propio Mussolini, que ocupaban el cargo por un período de 3 años.

Esencialmente, el consejo podía:
- Elegir a los diputados del Partido Nacional Fascista, crear las nominaciones para Secretario del Partido y otros puestos de importancia en el mismo, aprobar los estatutos del Partido y dirigir la política de este.
- Trazar la línea de sucesión real, otorgar el derecho a la corona, elegir a los posibles sucesores del primer ministro, elegir la función y la composición del Gran Consejo, el Senado, la Cámara de Diputados, el poder de decidir los derechos y poderes del primer ministro, aprobar tratados internacionales y las relaciones exteriores.

El Gran Consejo era convocado por el primer ministro y todos los decretos y las leyes creadas por el Consejo solo podían ser aprobadas por el primer ministro.
La mayoría del Gran Consejo votó el 25 de julio de 1943 a favor de la resolución de Dino Grandi de aquel día (19 contra 8 y 1 abstención), el cual privaba a Mussolini de sus poderes, siendo depuesto en un golpe de Estado no violento. Esto ocurrió como respuesta directa a la invasión aliada de Sicilia, que amenazaba en convertir a Italia en un campo de batalla, como en efecto, luego ocurrió (véase Frente de Italia).